# Ткири
Ткири (груз. ტყირი) — село в Грузии, на территории Сенакского муниципалитета края (мхаре) Самегрело-Верхняя Сванетия.

## География
Село находится в западной части Грузии, на левом берегу реки Циви (правый приток реки Риони), на расстоянии приблизительно 2 километров (по прямой) к юго-западу от города Сенаки, административного центра муниципалитета. Абсолютная высота — 15 метров над уровнем моря.

## Население
По результатам официальной переписи населения 2014 года в Ткири проживал 371 человек (192 мужчины и 179 женщин). В национальной структуре населения грузины составляли 100 %.
| Год  | Население, человек |
| ---- | ------------------ |
| 2002 | 412                |
| 2014 | ↘ 371              |